# چار هیجلا
چار هیجلا (به لاتین: Char Hijla) یک منطقهٔ مسکونی در بنگلادش است که در ناحیه باریسال واقع شده‌است.